# Capture the Flag

Capture-the-Flag-Spielfeld

Capture the Flag (englisch für erobere die Fahne), auch Fahnenraub oder Fahnenbarlauf, ist ein traditionelles Geländespiel, das im Freien gespielt wird. Dabei besitzt jede Spielpartei eine Fahne, welche durch die Gegenpartei erobert werden muss. Als Spielmodus ist es auch in vielen Computerspielen verbreitet.

## Spielprinzip
Üblicherweise spielen zwei Mannschaften gegeneinander. Jede Mannschaft hat eine eigene Basis und eine Fahne. Ziel des Spiels ist es, die gegnerische Fahne zu entwenden und in die eigene Basis zu bringen, während gleichzeitig die eigene Fahne beschützt werden muss. Wird ein gegnerischer Spieler gefangen, so muss er in die sogenannte Sicherheitszone. Wenn er die Zone betreten hat, kann er sie entweder sofort wieder verlassen oder muss eine bestimmte Zeit warten, je nach Auslegung der Spielregeln.
Bei einer Variation des Spieles hat jede Mannschaft zusätzlich einen „Gefängnis“-Bereich. Wenn ein Spieler von einem gegnerischen Spieler gefangen wird, muss er eine gewisse Zeit im Gefängnis-Bereich verbringen oder sogar bis zur nächsten Runde dort bleiben.
Beim Fahnenraub gibt es zwei Arten, die Punkte zu zählen:
1. Jede gegnerische Fahne, die erobert (das heißt, erfolgreich entwendet und zum eigenen Fahnenstandort gebracht) wurde, bringt einen Punkt.
2. Jede Fahne, die dem eigenen Team entwendet und vom Gegner erobert wurde, bringt einen Minuspunkt.

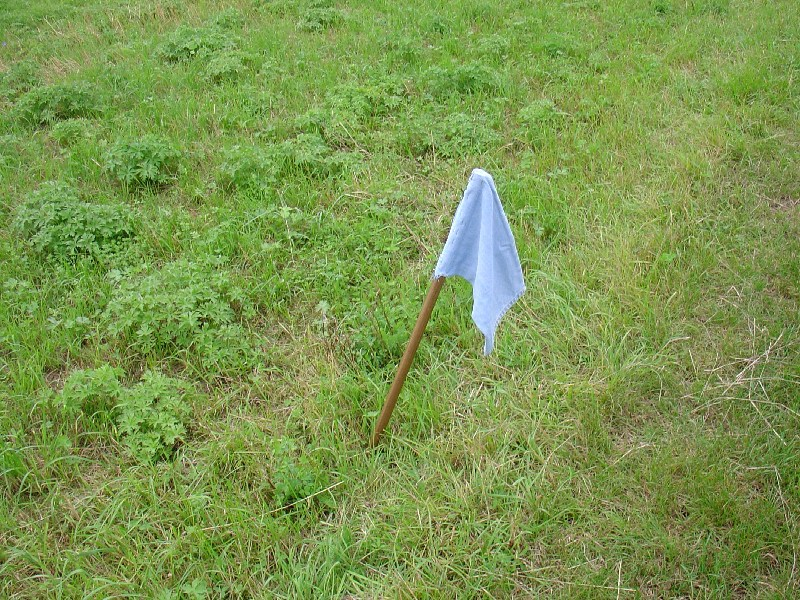
Selbstgemachte Fahne

Nach dem Ende einer Runde, sobald eine Mannschaft einen Punkt gemacht hat, gibt es zwei Möglichkeiten weiterzuspielen:
1. Die Fahne wird zurückgebracht und alle starten wieder aus der Sicherheitszone.
2. Die Fahne wird zurückgebracht und das Spiel geht weiter, ohne dass eine Unterbrechung (abgesehen von der Rückgabe der Fahne) erfolgt.

## Geschichte
Frühe Beschreibungen des Spiels finden sich seit der Mitte des 19. Jahrhunderts, z. B. in dem 1843 erschienenen Lehr- und Handbuch der deutschen Turnkunst von Wilhelm Lübeck unter dem Namen Fahnenbarlauf. Zu jener Zeit war Fahnenraub kein eigenständiges Spiel, sondern eine Erweiterung des Barlaufens.
Fahnenraub als grundlegendes Spielprinzip existiert schon in alten Kinderspielen. Auch im Militär gibt es vergleichbare Manöver-Übungen. Die Mannschaften mussten dabei die Regimentsfahne des Gegners entwenden (zu sehen z. B. 1967 im Franz-Seitz-Film Wenn Ludwig ins Manöver zieht). Das grundlegende Motiv ist immer, dass die Fahne eines Heeres dessen Identität symbolisiert: im Spiel wird das gegnerische Heer nicht direkt geschlagen, sondern durch den Raub seiner Fahne besiegt. Dieses Motiv lässt sich bis in die Antike zurückverfolgen, wo der Verlust des Feldzeichens einer römischen Legion gleichbedeutend mit deren Untergang war. Beispielsweise sorgte Augustus dafür, dass in vergangenen Kriegen verlorene Feldzeichen wieder zurückerobert wurden.
1981 wurde der Spielmodus erstmals für das Paintballspiel umgesetzt.

## Computerspiel „Capture the Flag“
1992 veröffentlichte Richard Carr „Capture the Flag“, ein auf MS-DOS basierendes Computerspiel. Das Spiel ist ein rundenbasiertes Strategiespiel, das über Modem oder E-Mail gespielt werden kann. Bereits im Jahr 1983 war ein entsprechendes Spiel auch für Atari 400 und VC-20 von Sirius Software veröffentlicht worden.
Bei den Computerspielen im Genre der Ego-Shooter war Rise of the Triad (1994) das erste Spiel, das einen Capture-the-Flag-Modus beinhaltete. Populär wurde Capture the Flag aber erst 1996 durch die Quake-Modifikation Threewave CTF, die das Vorbild für die späteren Umsetzungen von CTF wurde und erstmals auch eigene CTF-Level entwickelte, die symmetrisch aufgebaut sind, um beiden Mannschaften eine faire Ausgangslage zu bieten. Ähnlich wie beim traditionellen Spiel besteht die Grundregel darin, die gegnerische Fahne zu entwenden und die eigene gleichzeitig zu schützen. Zeitgleich mit Threewave entwickelte die Modifikation Team Fortress, ebenfalls für Quake, eine eigene Variante des Spielmodus. Heute ist Capture the Flag einer der populärsten teamorientierten Spielmodi im Egoshooter-Genre, der bei einer Vielzahl von Mehrspielerspielen zur Verfügung steht.

## Computersicherheit

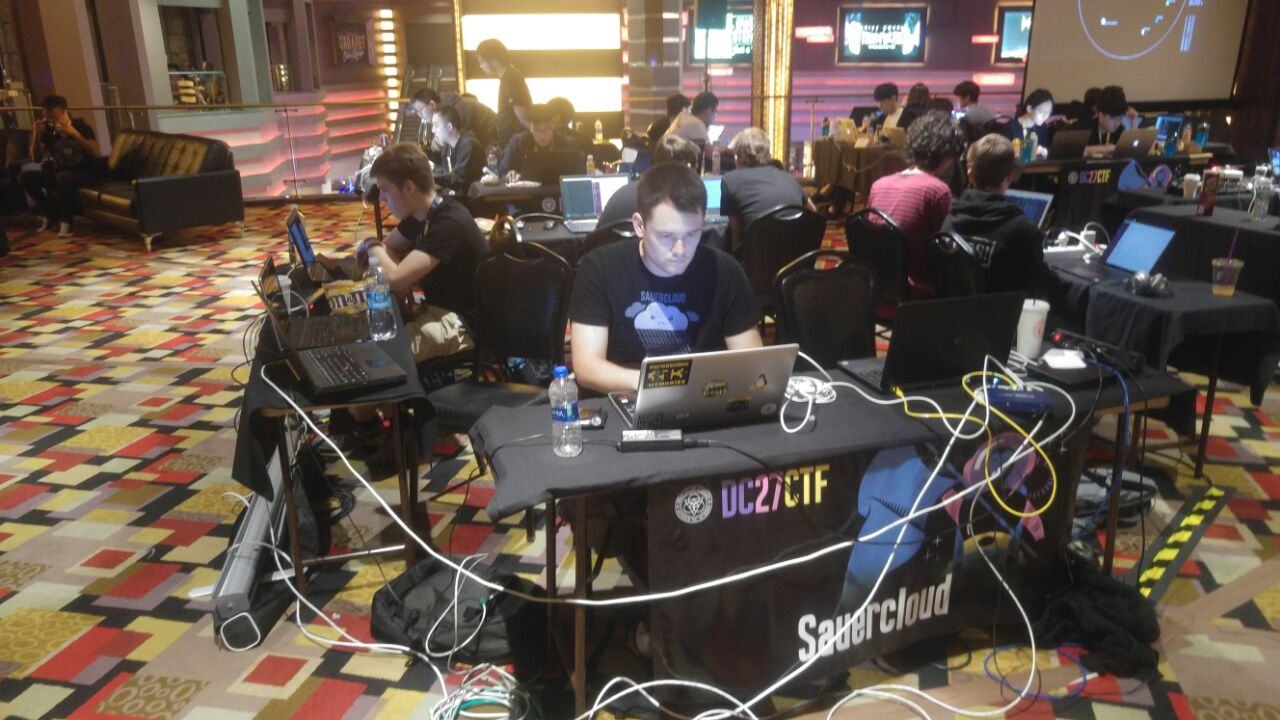
Teilnehmendes CTF-Team beim DEFCON 27 CTF

Auch in der Computersicherheit ist Capture the Flag ein beliebtes Spiel, das in diesem Bereich vor allem durch die Hackerkonferenz DEFCON bekannt geworden ist.
Üblicherweise gibt es zwei verschiedene Varianten: Jeopardy und Attack-Defense. Gegebenenfalls werden diese beiden Varianten auch gemischt betrieben. Bei beiden Varianten spielen üblicherweise mehr als zwei Teams gleichzeitig gegeneinander. Gewonnen hat das Team, das nach Ablauf einer vorher festgelegten Spielzeit die meisten Punkte erzielt hat.
Bei der Jeopardy-Variante werden eine Reihe von Aufgaben in verschiedenen Kategorien gestellt. Zu diesen Kategorien gehören z. B. Kryptografie, Web, Forensik, Reverse Engineering oder OSINT. Beim Lösen dieser Aufgaben erhält man eine Zeichenkette, die als Flag (englisch für Flagge) bezeichnet wird. Diese Zeichenkette dient als Beweis dafür, dass die Aufgabe gelöst wurde. Für das Einreichen der Flag wird dem Team eine Punktzahl gutgeschrieben. Für schwierigere Aufgaben gibt es meist mehr Punkte. In einigen Abwandlungen dieser Spielvariante müssen schwierigere Aufgaben erst durch das Lösen von einfacheren freigeschaltet werden. Zudem ist es üblich, dass nur die ersten Teams die volle Punktzahl erhalten und folgende Lösungen nur noch einen immer kleiner werdenden Teil der Punkte erhalten.
Bei der Attack-Defense-Variante hat jedes Team einen (meist virtuellen) Computer oder ein kleines Netzwerk, das es gegen die anderen Teams zu verteidigen gilt. Diese Computer und Netzwerke werden von den Veranstaltern zu Beginn des Spieles zur Verfügung gestellt. In regelmäßigen Abständen platzieren die Veranstalter die Flags in Form von Zeichenketten in verwundbaren Diensten, die von gegnerischen Teams durch das Ausnutzen von Sicherheitslücken erlangt werden müssen. Punkte werden sowohl für die erfolgreiche Verteidigung der eigenen verwundbaren Dienste als auch für Angriffe auf die gleichen Dienste der gegnerischen Teams vergeben. Dabei wird auch die Verfügbarkeit der Dienste bewertet, sodass ein bloßes Abschalten (oder Fehlfunktionen) mit Punkteabzügen bestraft werden.
International Capture The Flag (iCTF) ist einer der größten Wettbewerbe und wird jährlich von der University of California, Santa Barbara veranstaltet.
Eine Übersicht über CTFs führt die Seite CTF-Time. Diese listet auch ein Ranking von registrierten Nutzern und führt einige WriteUps (Lösungen zu vergangenen Aufgaben) auf.

## Vergleichbare Spiele
Ein dem Fahnenraub ähnliches Spiel ist das japanische Bo-Taoshi, bei dem Mannschaften von je 150 Spielern sich gegenseitig einen Pfahl niederdrücken, den die andere Mannschaft aufrecht halten will.
 Auch bei Stratego gilt es, die gegnerische Fahne zu erobern.